# NGC 3360
NGC 3360 este o galaxie spirală situată în constelația Sextantul. A fost descoperită în 1880 de către . Se află la o distanță de 131,22 de megaparseci de Pământ.